# Junges Polen
Junges Polen (polnisch Młoda Polska) ist die Bezeichnung für eine Richtung des Modernismus in der polnischen Literatur, Musik und Kunst. Das Junge Polen existierte als Gruppe von Künstlern in den Jahren 1890 bis 1918.
Den Begriff Junges Polen führte 1898 der Literaturkritiker Artur Górski (1870–1959) ein. Górski kritisierte in einem programmatischen Manifest die nach der Niederschlagung des Januaraufstands von 1863 einflussreich gewordene Strömung des literarischen polnischen Positivismus in Polen und stellte ihm ein literarisches Programm junger Künstler entgegen. Als der „Meister“ der kurzlebigen Bewegung gilt der vielseitige Stanisław Wyspiański.
Diese kulturpessimistische künstlerische und literarische Gegenbewegung gegen den polnischen Positivismus hatte sich schon länger in Krakau vorbereitet. Die Stadt und ihr Umland hatten den 1815 verliehenen Status eines Freistaats 1846 wieder verloren und Krakau war als Teil des rückständigen österreichischen Galiziens zu einer Provinzstadt geworden. Im Zuge der Liberalisierung und Modernisierung der Habsburger Monarchie entfaltete sich dort jedoch schon in den späten 1860er Jahren ein polnisches Kulturleben. Auch das benachbarte Zakopane hatte als Wohnsitz und Sommerfrische vieler Künstler Teil an dieser Entwicklung.
Die seit 1890 auch andere Teile Polens erfassende dynamische jungpolnische Bewegung war geprägt durch Tendenzen der Dekadenz und durch Anleihen bei Neoromantik, Symbolismus, Impressionismus und Secession. Der Literaturkritiker Kazimierz Wyka charakterisiert die in dieser Phase vorherrschende Stimmungsliteratur als „Pessimismus, Melancholie, Willenlosigkeit, Ohnmacht, Zerfall von Idealen und Werten, philosophischer Unglaube, Passivität“.

## In der Literatur

### Gattungen

#### Lyrik
- 1891 – Kazimierz Przerwa-Tetmajer: Poezje
- 1893 – Artur Oppman: Ze Starego Miasta
- 1894 – Artur Oppman: Pieśni
- 1895 – Jan Kasprowicz: Liebe (Miłość)
- 1898 – Jan Kasprowicz: Wilder Rosenstrauch (Krzak dzikiej róży w Ciemnych Smreczynach)
- 1901 – Leopold Staff: Machtträume (Sny o potędze)
- 1902 – Jan Kasprowicz: Der untergehenden Welt (Ginącemu światu)
- 1902 – Jan Kasprowicz: Salve Regina
- 1902 – Tadeusz Miciński: W mroku gwiazd
- 1902 – Maryla Wolska: Thème Varié
- 1903 – Leopold Staff: Tag der Seele (Dzień duszy)
- 1903–1911 – Kazimierz Przerwa-Tetmajer: Na skalnym Podhalu
- 1905 – Leopold Staff: Den Himmelsvögeln (Ptakom niebieskim)
- 1906 – Jan Kasprowicz: Vom heldischen Pferd und vom einstürzenden Haus (O bohaterskim koniu i walącym się domu), poetische Prosa
- 1908 – Leopold Staff: Blühender Ast (Gałąź kwitnąca)
- 1910 – Leopold Staff: Lächelnde Stunden (Uśmiechy godzin)
- 1912 – Bolesław Leśmian: Sad rozstajny
- 1913 – Tadeusz Boy-Żeleński: Słowka
- 1913 – Leopold Staff: Der Schwan und die Leier (Łabędź i lira)
- 1916 – Jan Kasprowicz: Armenbuch (Księga ubogich)
- 1916 – Jan Kasprowicz: Meine Welt (Mój świat)
- 1920 – Bolesław Leśmian: Łąka
- 1936 – Bolesław Leśmian: Napój cienisty
- 1938 (postum) – Bolesław Leśmian: Dziejba leśna

#### Nichtfiktionales
- 1891 – Franciszek Nowicki: Poezje
- 1892 – Stanisław Przybyszewski: Zur Psychologie des Individuums, Essays
- 1899 – Stanisław Przybyszewski: Confiteor, Essay (programmatisch für das Junge Polen)
- 1909 – Stanisław Brzozowski: Legenda Młodej Polski, Literaturkritik
- 1910 – Stanisław Brzozowski: Idee, philosophische Essays
- 1910 – Andrzej Niemojewski: Gott Jesus im Lichte fremder und eigener Forschungen samt Darstellung der evangelischen Astralstoffe, Astralszenen und Astralsysteme, religionsphilosophisches Werk
- 1912 – Stanisław Brzozowski: Głosy wśród nocy, philosophische Essays
- 1913 – Stanisław Brzozowski: Pamiętnik, philosophische Essays
- 1926/1930 – Stanisław Przybyszewski: Meine Zeitgenossen (Moi współcześni), Autobiografie
- 1929 – Karol Irzykowski: Kampf um Inhalt (Walka o treść), Literaturkritik

#### Prosa
- 1893 – Stanisław Przybyszewski: Totenmesse, Erzählung
- 1894 – Wacław Sieroszewski: Na kresach lasów, Roman
- 1895–1896 – Stanisław Przybyszewski: Homo sapiens, Romantrilogie
- 1896 – Władysław Reymont: Die Komödiantin (Komediantka), Roman
- 1898 – Władysław Orkan: Nowele, Erzählungen
- 1898 – Stefan Żeromski: Sisyphusarbeiten (Syzyfowe prace), Roman
- 1899 – Wacław Berent: Fachowiec, Roman
- 1899 – Władysław Reymont: Das gelobte Land (Ziemia obiecana), Roman
- 1900 – Władysław Orkan: Komornicy, Roman
- 1900 – Stefan Żeromski: Die Heimatlosen (Ludzie bezdomni), Roman
- 1902 – Adolf Nowaczyński: Małpie zwierciadło, Satire
- 1902–1908 – Władysław Reymont: Die Bauern (Chłopi), Roman
- 1903 – Wacław Berent: Pestilenz (Próchno), Roman
- 1903 – Karol Irzykowski: Pałuba, Roman
- 1903 – Jerzy Żuławski: Auf silbernen Gefilden (Na srebrnym globie), Roman
- 1904 – Stefan Żeromski: In Schutt und Asche (Popioły), Roman
- 1906 – Jan Lemański: Das Opfer der Prinzessin (Ofiara królewny), Novelle
- 1908 – Stanisław Brzozowski: Płomienie, Roman
- 1910 – Tadeusz Miciński: Der Sieger (Zwycięzca), Roman
- 1910 – Tadeusz Miciński: Die alte Erde (Stara Ziemia), Roman
- 1911 – Wacław Berent: Wintersaat (Ozimina), Roman
- 1911 – Stanisław Brzozowski: Sam wśród ludzi, Roman
- 1912 – Antoni Lange: In der vierten Dimension (W czwartym wymiarze), Erzählungen
- 1912 – Władysław Orkan: Drzewiej, Roman
- 1913 – Tadeusz Miciński: Xiadz Faust, Roman
- 1913 – Stefan Żeromski: Der getreue Strom (Wierna rzeka), Roman
- 1914 – Stanisław Brzozowski: Książka o starej kobiecie, Roman (unvollendet)
- 1918 – Wacław Berent: Żywe kamienie, Roman
- 1924 – Stefan Żeromski: Vorfrühling (Przedwiośnie), Roman
- 1925–1927 – Władysław Orkan: Listy ze wsi, Roman

#### Schauspiel
- 1899 – Stanisław Wyspiański: Legenda, Drama
- 1899 – Jan August Kisielewski: W sieci, Drama
- 1899 – Jan August Kisielewski: Karikatury, Drama
- 1899 – Stanisław Wyspiański: Klątwa, Drama
- 1900 – Stanisław Przybyszewski: Das große Glück (Dla szczęścia), psychologisches Drama
- 1900 – Stanisław Wyspiański: Legion, Drama
- 1901 – Stanisław Przybyszewski: Das goldene Vlies (Złote runo), psychologisches Drama
- 1901 – Stanisław Wyspiański: Die Hochzeit (Wesele), Drama
- 1903 – Stanisław Przybyszewski: Schnee (Śnieg), psychologisches Drama
- 1903 – Stanisław Wyspiański: Wyzwolenie, Drama
- 1903 – Stanisław Wyspiański: Bolesław Śmiały, Drama
- 1904 – Włodzimierz Perzyński: Lekkomyślna siostra, Komödie
- 1904 – Thaddäus Rittner: Das kleine Heim (W małym domku), Drama
- 1904 – Stanisław Wyspiański: Novembernacht (Noc Listopadowa), Drama
- 1904 – Stanisław Wyspiański: Akropolis, Drama
- 1904 – Jerzy Żuławski: Eros i Psyche, Drama
- 1906 – Tadeusz Miciński: Kniaz Patiomkin, Drama
- 1906 – Włodzimierz Perzyński: Aszantka, Komödie
- 1907 – Stanisław Wyspiański: Königsgruft am Felsen (Skałka), Drama
- 1907 – Gabriela Zapolska: Die Moral der Frau Dulski (Moralność pani Dulskiej), Komödie
- 1908 – Adolf Nowaczyński: Zar samozwaniec, Komödie
- 1909 – Tadeusz Miciński: W mrokach zlotego palacu, czyli Bazylissa Teofanu, Drama
- 1909 – Włodzimierz Perzyński: Szczęście Frania, Komödie
- 1909 – Stefan Żeromski: Die Rose (Róża), Drama
- 1910 – Adolf Nowaczyński: Wielki Frederyk, Komödie
- 1910 – Thaddäus Rittner: Der dumme Jakob (Głupi Jakub), Drama
- 1912 – Gabriela Zapolska: Die Freundin (Panna Maliczewska), Drama
- 1917 – Adolf Nowaczyński: Pułaski w Ameryce, Komödie
- 1920 – Jan Kasprowicz: Gemeiner und zuchtloser Markolf, Mysterium (Marchołd gruby a sprośny, jego narodzin, życia i śmierci misterium tragikomischne), Drama
- 1924 – Stefan Żeromski: Uciekła mi przepióreczka, Drama
- 1925 – Wacław Grubiński: Niewinna grzesznica, Komödie
- 1926 – Adolf Nowaczyński: Kommendant Paryża, Komödie
- 1928 – Karol Hubert Rostworowski: Niespodzianka, Drama
- 1929 – Adolf Nowaczyński: Wiosna narodów w cichym zabatku, Komödie

### Weitere wichtige Persönlichkeiten
Die norwegische Schriftstellerin Dagny Juel-Przybyszewska, Ehefrau Stanisław Przybyszewskis, wird ebenfalls als Vertreterin der Bewegung angesehen.
Bedeutende Literaturkritiker, die das Junge Polen gefördert haben, waren Ignacy Matuszewski, Wilhelm Feldman und Stanislaw Brzozowski. Zenon Przesmycki hat als Übersetzer zur Rezeption von Baudelaire, Verlaine, Poe und Swinburne beigetragen.

### Chłopomania
In die Zeit des Jungen Polen fällt die gelegentlich als Chłopomania („Bauernbesessenheit“, „Bauernkult“) bezeichnete Begeisterung, von der um die Wende zum 20. Jahrhundert viele polnische Intellektuelle – besonders Künstler und Schriftsteller – erfüllt waren. Diese waren von der Ursprünglichkeit, Vitalität und Natürlichkeit des dörflichen Lebens und der bäuerlichen Kultur angezogen und feierten im polnischen Bauerntum ein Gegenmodell zur städtischen Zivilisation.

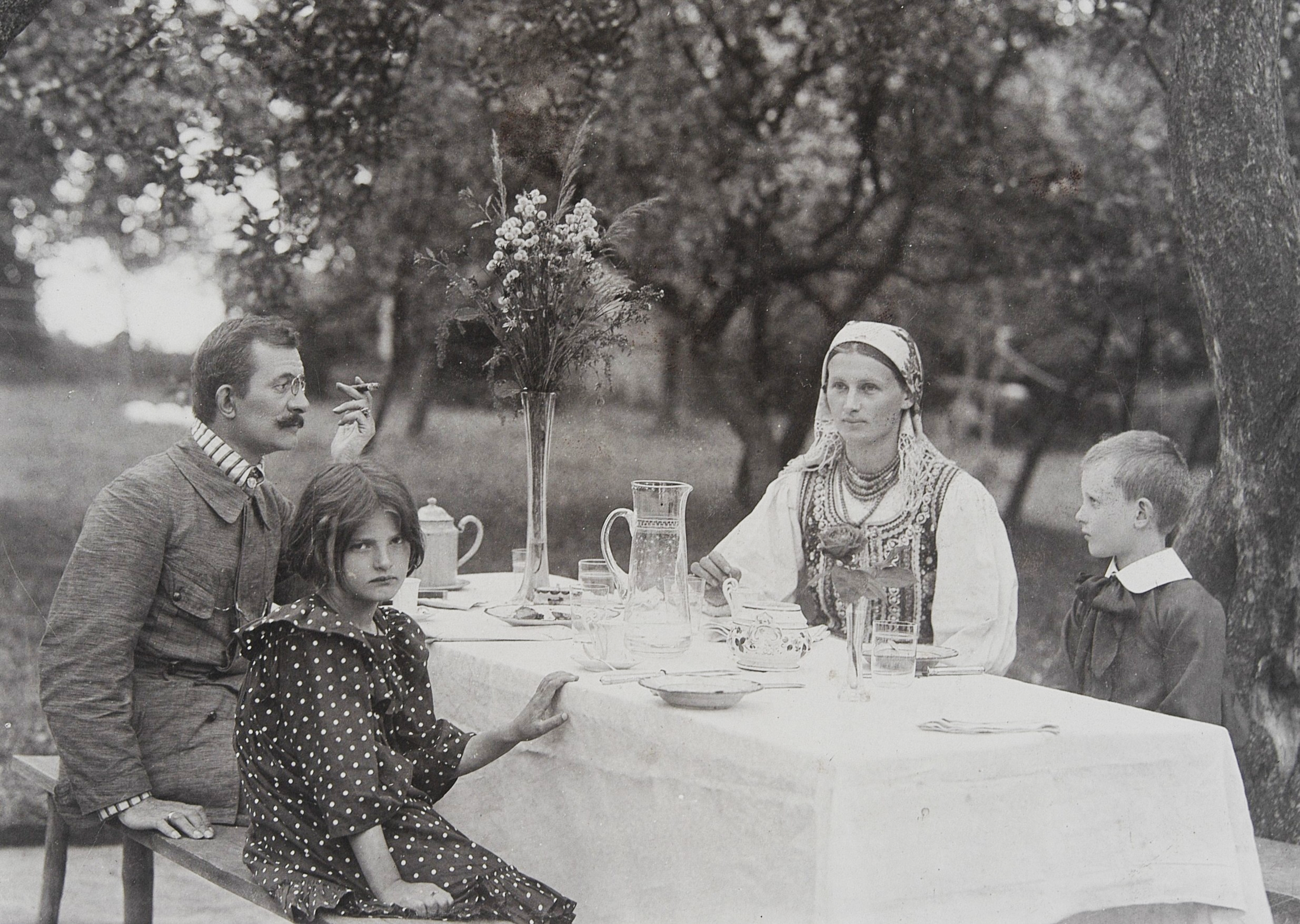
Lucjan Rydel mit Frau und Kindern

Ein frühes Beispiel, das allerdings bereits einen kritischen Impetus hat, ist Stanisław Wyspiańskis Drama Die Hochzeit (Wesele, 1901). Zwei Freunde von Wyspiański – der Maler Włodzimierz Tetmajer und der Schriftsteller Lucjan Rydel – hatten Bauerntöchter geheiratet und sich auf dem Dorf niedergelassen. Auch Wyspiański selbst hatte 1900 die auf einem Dorf geborene, von Bauern abstammende Teodora Teofila Pytko geheiratet.
Władysław Reymonts Bauernroman Die Bauern (1902–1908) trägt deutliche Spuren der Chłopomania, ist von folkloristischen Stereotypen jedoch frei und arbeitet auch nicht auf eine Fraternisierung von Bauern und Intelligenz hin. Einflüsse der Chłopomania sind auch  bei Jan Kasprowicz erkennbar.
Dokumentiert ist die Geschichte der Chłopomania unter anderem in Tadeusz Boy-Żeleńskis postum veröffentlichten Memoiren, Znaszli ten kraj? (1945).
Eine von Schriftstellern bäuerlicher Herkunft geschaffene Bauernliteratur entstand in Polen erst in der Zwischenkriegszeit (z. B. Stanisław Czernik, Stanisław Piętak).

## In der Kunst
In der Kunst wurde Junges Polen von Olga Boznańska, Artur Górski, Jacek Malczewski, Józef Mehoffer, Józef Pankiewicz, Władysław Podkowiński, Kazimierz Sichulski, Władysław Ślewiński und Leon Wyczółkowski vertreten.

## In der Musik
In der Musik wurde Junges Polen von Grzegorz Fitelberg, Mieczysław Karłowicz, Ludomir Różycki und Karol Szymanowski vertreten.

## Sonstige Bereiche
- Ludwik Krzywicki (Naturwissenschaftler, sozialistischer Publizist)
- Stanisław Wyspiański (Maler, Designer, Theaterautor)
- Stanisław Witkiewicz (Schriftsteller, Fotograf, Philosoph)